# La disfatta delle amazzoni
La disfatta delle amazzoni (The Warrior's Husband) è un film del 1933 diretto da Walter Lang.

## Soggetto
Il soggetto è tratto da The Warrior's Husband, una commedia in tre atti di Julian F. Thompson che venne data al Belasco Theatre di New York solo per una sera, il 6 maggio 1924.. Nel 1932, una poco più che ventenne Katharine Hepburn interpretò Antiope sulla scena di Broadway nella ripresa della commedia che questa volta ebbe 83 repliche.
Il lavoro di Thompson diede spunto nel 1942 a un musical di Lorenz Hart e Richard Rodgers dal titolo By Jupiter. Il musical, al contrario della commedia originale, ottenne un notevole successo restando in scena per oltre un anno.

## Trama
Nell'800 a.C., nel regno di Ponto. La regina Ippolita guida con mano ferma il suo popolo di Amazzoni, le donne guerriere. Gli uomini, primo fra tutti Sapiens, il marito della regina, vivono con mollezza, lasciando tutte le incombenze della caccia, della pesca e del governo alle loro mogli. I Greci con Teseo invadono lo staterello e le amazzoni restano turbate dalla mascolinità dei nuovi venuti. Anche Antiope, la bella sorella minore di Ippolita, non può far altro, dopo un'inutile resistenza, che cadere innamorata fra le braccia del generale nemico. È il momento, anche per Sapiens, di riprendere il suo ruolo di "vero" uomo.

## Produzione
Il film fu prodotto dalla Fox Film Corporation con un budget stimato di 393.701 dollari. Le riprese furono effettuate dal febbraio al marzo 1933.
Tra gli interpreti principali vi sono Elissa Landi, David Manners e Lionel Belmore. In un ruolo secondario, è presente anche la nuotatrice e campionessa olimpica Helene Madison, vincitrice di tre medaglie d'oro alle Olimpiadi di Los Angeles del 1932.
La coreografia dei combattimenti fu curata da Ralph Faulkner, mentre Chester Seay fu consulente come istruttore per gli arcieri.

## Distribuzione
Distribuito dalla Fox Film Corporation, il film uscì nelle sale cinematografiche USA il 28 aprile 1933 con il titolo originale The Warrior's Husband In Italia, fu rinominato La disfatta delle amazzoni e in Grecia Erotes Amazonon. Ebbe una distribuzione internazionale, incassando in tutto il mondo 475.607 dollari.

### Date di uscita
- Finlandia 20 agosto 1933
- Australia 1º settembre 1933
- Portogallo 15 novembre 1933 con il titolo O Marido do Arizona